# Sonia Eijken
 (janvier 2019).
Si vous disposez d'ouvrages ou d'articles de référence ou si vous connaissez des sites web de qualité traitant du thème abordé ici, merci de compléter l'article en donnant les références utiles à sa vérifiabilité et en les liant à la section « Notes et références ».
 (février 2019).
Sonia Eijken, née le 31 décembre 1999 à Delft,, est une actrice néerlandaise.

## Filmographie

### Cinéma et téléfilms
- 2014-2018 : Brugklas (nl) : Safa
- 2017 : Zenith : Soraya
- 2017 : Chimère : Sali
- 2018 : Just Friends (Gewoon Vrienden) : Lely
- 2018 : Zuidas : Hadjar Bennani
- 2018 : Puppy Patrol (nl) : La papillon